# Jean Gorini
Jean Gorini (Lyon, 20 octobre 1924 - Paris, 21 septembre 1980) est un journaliste français de presse écrite, radio et télévision.
À la radio, il est recruté par Charles Michelson avec Maurice Siegel pour être dès 1955 un des fondateurs d'Europe 1. Il est jusque dans les années 1960 le rédacteur en chef du "Journal parlé" de la station Europe 1. Il contribue ainsi à inventer le ton spécifique à cette chaîne de radio. Il anime notamment le 26 octobre 1962 le débat entre Michel Debré et Guy Mollet deux jours avant le Référendum de 1962.
Dans les années 70, il s'essaie au cinéma, jouant des rôles de journaliste dans Manon 70 et La Banquière.
En 1977, il participe à la fondation, encore une fois avec Maurice Siegel, et fut le Directeur de la Rédaction de VSD de la creation du magazine en 1977 a sa mort en 1980.
À la télévision, il fut aussi sur Antenne 2 le présentateur des premières saisons de La Course autour du monde.